# Lajos Samarjay
Lajos Samarjay (ur. 26 marca 1870 w Bratysławie, zm. 14 sierpnia 1946 w Budapeszcie) – węgierski inżynier mechanik, prezes Kolei Węgierskich w latach 1927-1934.
W 1932 został odznaczony Krzyżem Komandorskim Orderem Odrodzenia Polski.